# Велики Търновац
Велики Търновац (на сръбски: Велики Трновац или Veliki Trnovac) е село в община Буяновац, Пчински окръг, Сърбия.

## История
Църквата „Св. св. Константин и Елена“ е средновековна, обновена в 1936 – 1937 година.

## Население
- 1948- 3887
- 1953- 4378
- 1961- 4952
- 1971- 5598
- 1981- 6336
- 1991- 5896
- 2002- 6762

Етническият състав на населението според преброяването от 2002 година е:
- 6730 (99,52%)- албанци
- 1 (0,01%)- българи
- 1 (0,01%)- бошняци
- 12 (0,17%)- други

## Личности
Родени във Велики Търновац
- Ешреф Алиу (р. 1939), писател от Северна Македония